# 야코브 레비 모레노

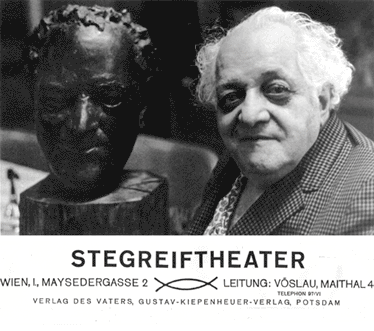

야코브 레비 모레노(Jacob Levy Moreno, 1889년 5월 18일 ~ 1974년 5월 14일)는 오스트리아 출신 미국의 정신 분석가, 이론가, 교육자이다, 사이코드라마의 창시자로, 집단 상담 (집단 정신 요법)의 개척자의 한 사람이기도 하다.